# Katholische Deutsche Studenten-Einigung
Die Katholische Deutsche Studenteneinigung (KDSE) war ein von 1947 bis 1973 bestehender Zusammenschluss der gesamten katholischen Studentenschaft in der Bundesrepublik Deutschland. Sie richtete alljährliche (Katholische) Studententage aus und spielte dank ihres koordinierten Auftretens vor allem in den 1950er Jahren eine bedeutende Rolle in der studentischen Selbstverwaltung, das heißt in den örtlichen AStA sowie in deren Dachverband VDS.

## Geschichte
Gegründet mit dem ausdrücklichen Ziel, „über die Vielfalt der Formen des studentischen Lebens die Einigung und geistig-religiöse Belebung aller katholischen deutschen Studierenden herbeizuführen“, baute sich die KDSE nicht auf den verschiedenen katholischen Studentenverbindungen und deren Dachverbänden, sondern auf den – alle katholischen Studierenden umfassenden – örtlichen Studentengemeinden auf. Vor allem sollte die KDSE ein Instrument sein, um katholische Forderungen in den universitären und gesellschaftlichen Raum zu tragen. Außerdem sollten die katholischen Studierenden zu gesellschaftlichem, politischen und kirchlichen Engagement motiviert werden. So führte die KDSE umfangreiche Bildungsprogramme durch und organisierte jährliche katholische Studententage. 
Die Wiederbelebung der alten Korporationen wurde innerhalb der KDSE anfangs mit Skepsis verfolgt, weil sie in den Augen vieler kirchlicher Würdenträger und auch vieler Studierender angesichts der Herausforderung durch den Nationalsozialismus „versagt“ hatten und ihr „katholisches Engagement“ zu wünschen übrig ließe. Dennoch beanspruchten die restaurierten Verbände (CV, KV, UV) sowie einige bündisch geprägte Verbände wie z. B. der Neudeutsche Hochschulring zunehmend Mitspracherechte innerhalb der KDSE, so dass es im Verlauf der Jahre immer wieder zu Spannungen zwischen Verbänden und Gemeinden kam. 
Diese Spannungen verschärften sich im Zuge der 68er-Bewegung so weit, dass sich die mehrheitlich konservativ eingestellten katholischen Korporationen 1969 von der KDSE trennten und eine eigene Arbeitsgemeinschaft katholischer Studentenverbände (AkStV) gründeten. Der Rest-KDSE, die sich an der „neuen politischen Theologie“ eines Johann Baptist Metz orientierte und gelebtes Christentum vor allem als gesellschaftliches Engagement verstand, wurde 1971 von den katholischen Bischöfen zunächst die finanzielle Unterstützung versagt. Als Begründung hieß es, dass die Ziele der KDSE im Widerspruch zum kirchlichen Auftrag stünden. An die Stelle der Freiheit, die Christus gebracht habe, trete bei der Gruppe ein marxistisch beeinflusster, sozio-ökonomischer Begriff der Befreiung. Es wurden mehrere Gutachten über die KDSE erstellt. Die Federführung bei einem sich kritisch mit der Ausrichtung der KDSE befassenden Gutachten der Deutschen Bischofskonferenz hatte Joseph Ratzinger, während die Theologen Johann Baptist Metz und Karl Rahner ein Gegengutachten zugunsten der KDSE erstellten. 1973 wurde der KDSE von den Bischöfen schließlich der pastorale Auftrag entzogen, was ihrer faktischen Auflösung gleichkam. 
Noch im gleichen Jahr wurde als Nachfolgeorganisation der KDSE die Arbeitsgemeinschaft katholischer Studenten- und Hochschulgemeinden (AGG) gegründet. Die nunmehrigen Katholischen Hochschulgemeinden (KHG) umfassten nicht mehr nur die Studierenden, sondern alle Hochschulangehörigen. Ein Jahr später konstituierten sich auch die katholischen Korporationsverbände neu als Arbeitsgemeinschaft katholischer Studentenverbände (AGV).